# Estadi Metropolità Roberto Meléndez
L'Estadi Metropolità Roberto Meléndez és un estadi multiusos de la ciutat de Barranquilla, Colòmbia.
Té una capacitat per a 46.788 espectadors i fou construït l'any 1986. Anteriorment, el principal estadi de la ciutat era l'estadi Romelio Martínez. És la seu del club Atlético Junior.
Va ser seu de la Copa Amèrica de futbol de 2001.

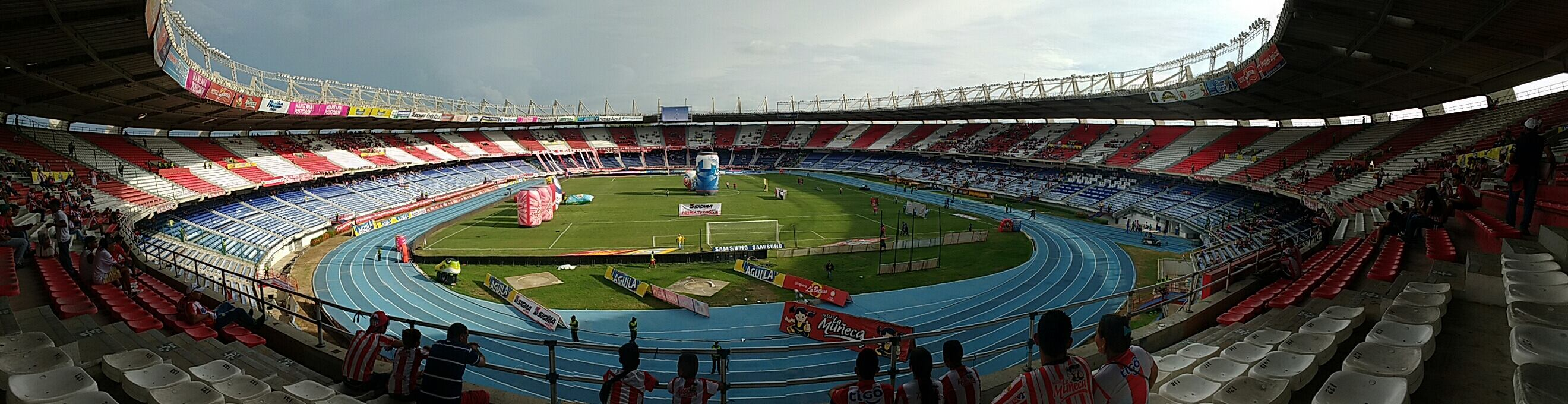
Panoràmica nocturna.